# 김인섭 단계일기
김인섭 단계일기(金麟燮 端溪日記)는 대한민국 경상남도 산청군에 소재한 조선시대의 고문서이다. 1982년 8월 2일 경상남도의 유형문화재 제207호 단계선생일기로 지정되었다가, 2018년 12월 20일 현재의 명칭으로 변경되었다.

## 개요
이 책은 조선 후기의 문신인 단계 김인섭(1827-1903)의 일기이다.
김인섭은 17세에 진사에 합격하고, 20세에 문과에 급제하여 사간원 정언이 되었다. 32세에 벼슬을 버리고 고향으로 돌아왔다. 36세 때인 1862년에 부친이 민중봉기에 연루되어 임자도로 귀향가게 되자 같이 따라갔다. 41세 때에는 백성을 괴롭힌다는 어사의 거짓 상소로 인해 강원도 간성으로 1년간 귀향살이를 했다.
현재 이 책은 김인섭의 나이 23세(1849)부터 사망할 때까지 53년 동안 쓴 일기로, 모두 29책으로 되어있다.
특히 이 책은 조선 후기의 개화세력과 보수세력의 대결, 열강의 조선침탈, 일제의 식민지정책 등 많은 변화를 살펴볼 수 있는 좋은 자료로 평가된다.

## 같이 보기
- 김인섭

## 참고 자료
- 김인섭 단계일기 - 국가유산청 국가유산포털